# Museo del disco d'epoca
Il Museo del disco d'epoca è un museo specializzato situato a palazzo Marcosanti-Ripa nel comune italiano di Sogliano al Rubicone in provincia di Forlì-Cesena, istituito nel 1995.

## Storia
Il museo nasce nel 1995 quando, successivamente ad un corposo lavoro di studio e organizzazione del materiale, il risultato dei primi 30 anni di collezionismo discografico della famiglia
Parenti prende una forma ordinata e coerente.
La collezione rappresenta il risultato di un'attività di raccolta di quasi sessant'anni da parte di Roberto Parenti.
L'idea di istituire una mostra permanente della collezione risale agli anni ottanta del Novecento, dopo una serie di piccole mostre temporanee realizzatesi in concomitanza alla Sagra del formaggio di fossa. La collezione viene tuttavia aperta al pubblico soltanto nel 1995 nel grande
magazzino di famiglia. Successivamente ad alcuni trasferimenti, l'amministrazione comunale di Sogliano al Rubicone nel 2014 offre al Museo del disco d'epoca il piano nobile del Palazzo ottocentesco Marcosanti-Ripa. Quest'ultimo, divenuto nel 2001 Palazzo della Cultura in seguito alla sua ristrutturazione,
ospita altresì cinque dei sette musei presenti sul territorio soglianese.
Per Roberto e Davide Parenti, quest'ultimo subentrato al padre nella gestione del museo, questa collaborazione anche permesso la conservazione, lo sviluppo, lo studio e la valorizzazione della collezione.

## Descrizione
Il materiale gestito dal museo a disposizione gratuita del pubblico che viene accolto per motivi di studio, consultazione o semplice curiosità comprende una discoteca che conta circa 65.000
documenti sonori, in continua espansione, che descrive tutta l'evoluzione tecnologica dell'incisione sonora dai primi cilindri in cera alle emissioni più moderne come vinili audiophile, SACD e streaming hi-res; oggetti da collezione legati alla cultura musicale contemporanea; documenti cartacei, libretti d'opera, spartiti musicali, foto autografe di famosi artisti, manifesti pubblicitari; apparecchi meccanici ed elettronici per la riproduzione musicale e altro.

## Collezione
Negli anni è stato raccolto e preservato un patrimonio culturale che abbraccia l'intero arco di tempo della storia della registrazione sonora, dal cilindro al CD, macchine di riproduzione comprese, e una larga varietà di generi, dalla musica ai corsi di lingua straniera e ai discorsi di personaggi illustri.
L'archivio del museo raccoglie un notevole numero di elementi eterogenei, da quelli di natura cartacea – come cartoline, volantini, foto e libri – al materiale musicale, in particolar modo dischi; lo stesso conta approssimativamente 65.000 documenti sonori.
È stata istituita anche una biblioteca; il museo si arricchisce così anche di importanti testi di riferimento, sia recenti sia storici.
L'attuale esposizione del museo si articola in un percorso di sei sale.
Negli anni il museo è diventato inoltre un punto di riferimento per quei collezionisti che, preoccupati per le sorti delle loro raccolte, hanno deciso di donarle per garantirne l'esistenza e la valorizzazione.